# Kondrumok

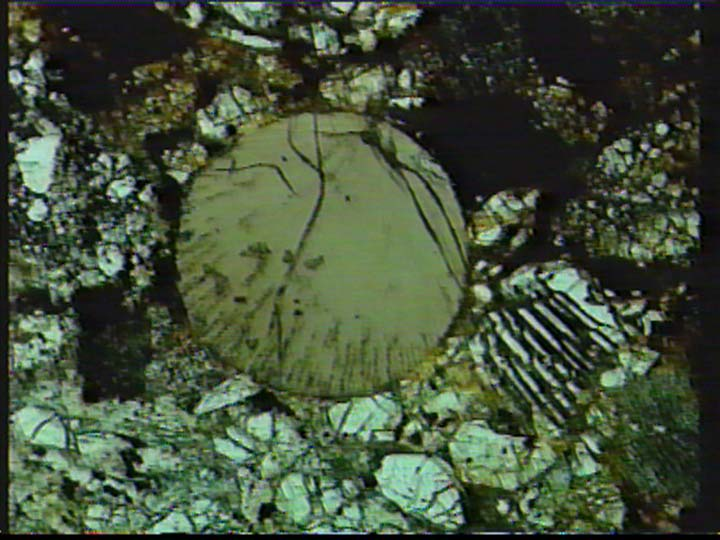
Üveges kondrum szöveti képe egy meteorit vékonycsiszolatban.

A kondrumok tizedmilliméterestől a centiméteres méretig terjedő nagyságú kicsiny kőzetgömbök, melyeket a kozmikus térből érkező meteoritok tartalmazhatnak. Az elnevezés görög eredetű, magokat jelent. A meteoritok egy csoportja a kondritok, ezekről kapták nevüket.

## Eredetük
A korai Naprendszerben a Nap körüli térség ásványszemcséit a fő kőzetalkotó szilikátok alkották a belső bolygók övében. Ezek a szilikátos ásványövek a Naprendszerben anyagukkal lehetővé tették a későbbi anyagfölhalmozódási folyamatokat.
A korai Nap kitörései időnként forró gáztömegeket dobtak ki, melyek fölforrósították a por- és gázködöt és megolvasztottak egyes, addig már kivált ásványszemcséket. Egyes ásványszemcse csoportok gömbökké olvadtak, majd lehűltek és kikristályosodtak. A gömbbé olvadt szemcsék megőrizték alakjukat kihűlés után is.
A tizedmilliméteres-milliméteres nagyságú gömböcskékre (a kondrumokra) fokozatosan tapadt rá a körülöttük található por is. Újabb ütközések során a kisebb szemcsék összetapadtak. A kondrumok és a maradék poranyag összetapadással és további ütközésekkel egyre nagyobb égitestekké halmozódtak.
A halmozódásban a por és a szemcsék elektrosztatikus feltöltődése is szerephez jutott. A kondrumokat ma a kondritos meteoritokban találjuk meg. A kondritos meteoritok égitesttöredékek. Azokból a kisebb méretű, kondritos anyagú égitestekből származnak, amelyek nem melegedtek föl a Naprendszer elmúlt 4 és fél milliárd éve alatt.

## Típusaik

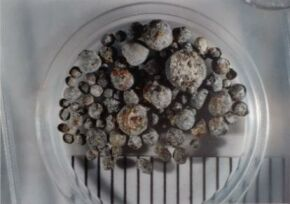
Szeparált kondrumok a Bjurböle nevű kondritos meteoritből.

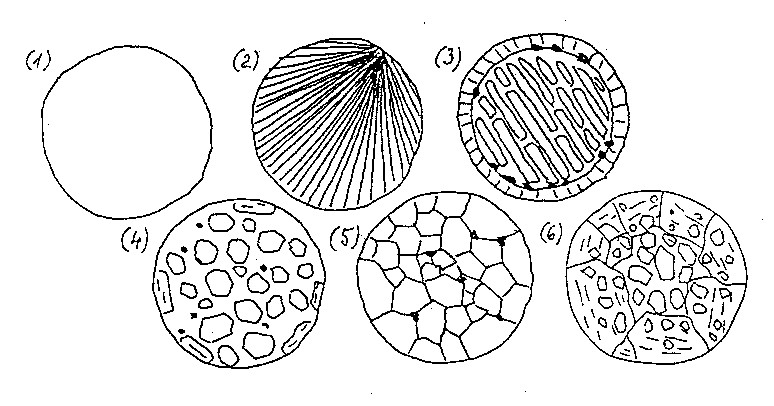
A főbb kondrum típusok szöveti képe, ahogyan egy kondritos meteorit vékonycsiszolatán megfigyelhetjük és lerajzolhatjuk őket.

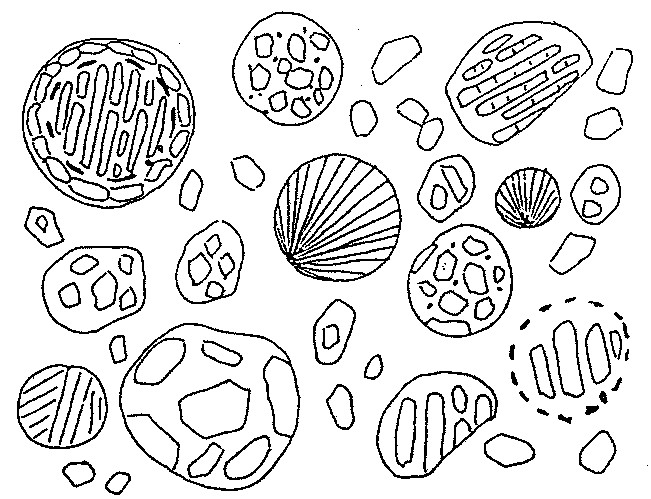
A kondrumok elhelyezkedése egy kondritos meteorit szövetében, ahogyan a minta vékonycsiszolatán megfigyelhetjük és lerajzolhatjuk őket.

Szövetük alapján hat főbb típust különböztetnek meg a kondrumok körében. 
A nevüket magyarul és angolul adjuk meg.
- Üveges – glassy
- Sugaras – excentro-radial
- Lemezes – barred
- Porfíros – porphyritic
- Poikilites – poikilitic
- Szemcsés – granular

## Megjelenésük a kondritokban
A kondrumok a kondritos meteoritok (kondritok) szövetében fontos alkotóelemek. A kondritos szövet a gömb alakú kondrumokmól és a mátrixból áll. Vannak olyan meteoritok, melyekben szinte egymáson támaszkodnak a fölhalmozódott gömböcskék. Minden gömböcskének egyedi lehűléstörténete volt addig, amíg összesodródva kisebb nagyobb halmazokba nem álltak össze. Amikor már égitest méretűvé vált a fölhalmozódott anyagmennyiség, újabb folyamatok kezdődtek el az égitestben. Ezekről a kondritos égitest fejlődéstörténetét leíró szócikkben olvashatunk.

## Különleges kondrumok
A kondritok vékonycsiszolatait vizsgálva érdekes jelenségeket figyelhetünk meg és ezekből a kondrumokat ért hatásokra következtethetünk. Például vannak olyan kondrumok, melyeknek aprószemcsés kristályok alkotta porpereme van. Ez arra utal, hogy megszilárdulása után a kondrum még hosszú ideig sodródott a Nap körüli por- és gázködben, míg hozzá nem tapadt egy halmozódó anyagcsoporthoz.
Egyes kondrumokat éppolyan magmás szövetű perem vesz körül, mint maga a szilikátcsepp anyaga. Ezek úgy jöhettek létre, hogy a már megszilárdult kondrum felületére gyűlt port újabb napkitörés megolvasztotta.
Ha a kondrumot körülvevő héj vastagabb és magmás szövetű, akkor az a valószínű, hogy egy olvadt állapotban lévő másik kondrummal ütközött. Az olvadt kondrum "ráborult" és körbevette a már megszilárdult belső kondrumot és annak felületén héjat alkotva kristályosodott ki.
Egyes kondrumok fémes vasnikkelcseppeket tartalmaznak a külső részeiken vagy a peremükön. Ez a jelenség arra utal, hogy a kondrum forgott, ezért a nagyobb sűrűségű összetevők fokozatosan a kondrum felületére sodródtak ki.

## Külső hivatkozások
- https://web.archive.org/web/20040330025428/http://planetologia.elte.hu/